# Podandrogyne jamesonii
Podandrogyne jamesonii är en paradisblomsterväxtart som först beskrevs av John Isaac Briquet, och fick sitt nu gällande namn av T.S. Cochrane. Podandrogyne jamesonii ingår i släktet Podandrogyne och familjen paradisblomsterväxter. Inga underarter finns listade i Catalogue of Life.